# Летюча змія ланкійська
Летюча змія ланкійська (Chrysopelea taprobanica) — отруйна змія з роду Летючі змії родини Вужеві.

## Опис
Загальна довжина коливається від 60 до 90 см. Голова грушоподібної форми. Ніс широкий. Очі великі з круглими зіницями. Тулуб довгий, тонкий та стиснутий з боків. Хвіст великий та чіпкий.
Забарвлення спини зеленувато—жовте або блідо—зелене з темними смугами, між якими хрест-нахрест є помаранчеві або червоні плями. Голова зверху чорного кольору з жовтою й чорною хрестовиною. Черево блідо—зелене з низькою чорних плям з кожного боку.

## Спосіб життя
Полюбляє рівнини та низини, місця біля людського житла. Усе життя проводить на деревах. Активна вдень. Харчуються дрібними зміями, ящірками, геконами, мишоподібними, кажанами та птахами.
Отрута не становить загрози для життя людини.
Це яйцекладна змія.

## Розповсюдження
Це ендемік о.Шрі-Ланка.